# Seligenstadt
Seligenstadt är en stad i Landkreis Offenbach i Regierungsbezirk Darmstadt i förbundslandet Hessen i Tyskland.